# 233292 Brianschmidt
233292 Brianschmidt este o planetă minoră (asteroid) din centura de asteroizi. A fost descoperită pe 19 ianuarie 2006 la Borbona de Vincenzo Silvano Casulli⁠(d). 
Obiectul prezintă o orbită caracterizată de o semiaxă mare de 2,5275387212958 UAi, o excentricitate de 0,14, o înclinație de 5 ° în raport cu ecliptica.